# 马拉诺埃阔
马拉诺埃阔（義大利語：Marano Equo），是意大利拉齐奥大区罗马首都广域市的一个市镇。总面积7.65平方公里，人口836人，人口密度109.3人/平方公里（2009年）。ISTAT代码为058055。

## 友好城市
- 法國 拉克莱特